# مدل پاتز
مدل پاتز ( به انگلیسی Potts model) مدت مدل پاتز (Potts model) که یکی از ابزارهای کاربردی در مکانیک آماری و سیستم‌های پیچیده است، به مطالعه رفتار سیستم‌هایی می‌پردازد که در آن‌ها عناصر داخلی بر اساس ویژگی‌های خاصی نسبت به یکدیگر واکنش نشان می‌دهند. این واکنش‌ها منجر به ظهور ویژگی‌های ماکروسکوپیک سیستم می‌شود. مدل پاتز برای شبیه‌سازی سیستم‌های واقعی بسیار مفید است و معمولاً برای مدل‌سازی ریاضیاتی بر روی گراف‌های منظم یا شبکه‌هایی موسوم به lattice استفاده می‌شود.
مدل پاتز توسعه یافته مدل ایزینگ (Ising model) است. در مدل ایزینگ، هر رأس شبکه می‌تواند دو حالت اسپینی داشته باشد، در حالی که در مدل پاتز این امکان وجود دارد که هر رأس به \( q \) حالت اسپینی دست یابد. انرژی کل سیستم با استفاده از تابع همیلتونی (Hamiltonian) محاسبه می‌شود. تابع همیلتونی نشان‌دهنده انرژی بین عناصر مجاور و میزان اسپینی است که به هر رأس اختصاص داده می‌شود. این تابع همچنین در نظریه کنترل بهینه کاربرد دارد و به دنبال یافتن بهترین مقدار قابل دستیابی از یک تابع هدف در یک دامنه معین است.
مدل پاتز برای گراف‌هایی با \( n \) رأس که هر رأس می‌تواند \( q \) حالت اسپینی مختلف داشته باشد، \( q^n \) حالت ممکن در نظر می‌گیرد. تابع پارتیشن مدل پاتز احتمال پیدا کردن شبکه را در یک حالت خاص محاسبه می‌کند و به توزیع بولتزمن (Boltzmann distribution) وابسته است. تابع پارتیشن این مدل، احتمال پیدا کردن یک حالت خاص را در مجموعه حالت‌های ممکن محاسبه می‌کند که به معادله بولتزمن مرتبط است. اگرچه محاسبه تابع پارتیشن برای شبکه‌های بزرگ با \( q \) های بزرگ پیچیده و زمان‌بر است، اما روش‌های مختلفی مانند استفاده از چندضلعی Tutte و الگوریتم متروپولیس برای تقریب آن وجود دارد.
مدل پاتز در سال ۱۹۵۱ توسط رنفری پاتس (Renfrey Potts) در پایان‌نامه دکتری خود معرفی شد. این مدل که به افتخار او نام‌گذاری شده، با مدل‌های دیگری نظیر مدل XY، مدل هایزنبرگ و مدل N-بردار مرتبط و تعمیم داده شده است. مدل پاتز برای سیستم‌هایی که اسپین‌ها به صورت غیرآبلی برهمکنش می‌کنند، به مدل لوله شار مرتبط است که برای بحث در مورد محصور شدن در کرومودینامیک کوانتومی استفاده می‌شود. این مدل همچنین برای مدل‌سازی رشد دانه در فلزات و درشت شدن در فوم‌ها کاربرد دارد و توسط جیمز گلازی (James Glazier) و فرانسوا گرانر (François Graner) به عنوان مدل پاتز سلولی برای شبیه‌سازی پدیده‌های استاتیکی و جنبشی در کف و مورفوژنز بیولوژیکی تعمیم داده شده است.
تابع همیلتونی در این مدل به انرژی بین عناصر مجاور سیستم، میزان اسپینی که به هر رأس در حالت ω اختصاص داده شده و مقدار δ که بیانگر یکسان یا متفاوت بودن انرژی بین دو عنصر در لبه بین آن‌هاست، بستگی دارد. اگر انرژی بین دو عنصر یکسان باشد، δ مقدار یک و در غیر این صورت مقدار صفر به آن اختصاص داده می‌شود.
مدل پاتز به عنوان یک ابزار مهم در فیزیک آماری و ریاضیات، برای شبیه‌سازی و مطالعه رفتار سیستم‌های پیچیده و شبکه‌های متصل به کار می‌رود. این مدل به ویژه در تحقیقات مربوط به انتقال فاز و رفتار جمعی سیستم‌ها مورد استفاده قرار می‌گیرد و با مدل‌های دیگری مانند مدل ایزینگ و مدل هایزنبرگ مقایسه و تعمیم داده می‌شود.